# Zločin a trest v New York City
Zločin a trest v New York City (v anglickém originále Hell’s Kitchen) je americký dramatický film z roku 1998. Režisérem filmu je Tony Cinciripini. Hlavní role ve filmu ztvárnili Rosanna Arquette, Angelina Jolie, Mekhi Phifer, William Forsythe a Johnny Whitworth.

## Obsazení
| Rosanna Arquette | Liz McNeary    |
| Angelina Jolie   | Gloria McNeary |
| Mekhi Phifer     | Johnny Miles   |
| William Forsythe | Lou Reilly     |
| Johnny Whitworth | Patty          |
| Stephen Payne    | Boyle          |
| Jade Yorker      | Ricky          |
| Michael Nicolosi | Sean           |